# Messier 56
Messier 56 (M56) is een bolvormige sterrenhoop in het sterrenbeeld Lier (Lyra). Deze bolhoop is een van Charles Messiers eigen ontdekkingen, op 23 januari 1779, en hij beschreef hem als "een nevel zonder sterren". De bolhoop is een van de lichtzwakkere van de Melkweg.
Bij donkere hemel is M56 met een grote verrekijker (7x50 of 10x50) of kleine telescoop goed te zien als een vaag vlekje ongeveer tussen Albireo (beta Cygni) en Sulafat (gamma Lyrae). Hij ligt in een mooi sterrenveld in de Melkweg.